# ФК Феърплей
Феърплей е български футболен отбор от град Варна, съществувал в периода 1992 – 2004 г. Това е първият частен футболен клуб в България. Основан е от легендата на Спартак Варна – Иван Петров. Основният екип на отбора е тъмно сини фланелки и гащета, а мачовете си играе на стадион „Корабостроител“ под Аспарухов мост в морската столица, както и на градския стадион „Юрий Гагарин“. През 1999 г. се обединява с Порт (Варна) под името „Феърплей-Порт“ и през сезон 1999/00 е на крачка от класиране в Б група като завършва на второ място в Североизточната В група. През есента на 2004 г. отбора се разпада.

## Успехи
- Шестнайсетинафиналист за Купата на България през 2000/01 и 2001/02
- 2 място в Североизточната В група през 1999/00
- Носител на Купата на Аматьорската футболна лига през 1999/00
- Финалист за Купата на Аматьорската футболна лига през 2000/01

## История
Първоначално до 1995 г. „Феърплей“ развива само детско-юношески футбол, като впоследствие е създаден и представителен отбор, в който играят единствено кадри от школата на клуба. Освен Иван Петров, като треньори в отбора работят Никола Попов и Бисер Бъчваров.
През сезон 1997/98 „Феърплей“ стига до участие в Североизточната В група. Година по-късно се обединява с Порт (Варна) под името „Феърплей-Порт“ и през сезон 1999/00 е на крачка от класиране в Б група, завършвайки на второ място в третия ешелон. През същата кампания клубът спечелва и единствената купа в своята 12-годишна история – варненци вдигат Купата на Аматьорската футболна лига, побеждавайки във финала на стадион „Славия“ Сокол (Марково), където личат имена като Иван Кочев, Росен Каптиев и др. На следващата година отборът отново играе финал за Купата на аматьорската лига, където губи инфарктно от Сиера (Димитровград) с 2:1.
През сезон 2003/04 в Б РФГ „Вихър-Владислав“ (Вълчидол) се обединява с „Феърплей“ (Варна) от Североизточната В АФГ. Новият отбор е „Вихър-Владислав“ (Варна) и играе на ст. „Спартак“ и на ст. „Тича“ във Варна. Феърплей (Варна) остава да се състезава със свой отбор в Североизточната В АФГ. След IX кръг „Вихър-Владислав“ (Варна) се отказва от участие, а резултатите му са анулирани. .
Заради липсата на средства, клубът е разформирован през есента на 2004 г.

### Съставът, спечелил Купата на АФЛ
- Вратари: Христо Николов, Станислав Добрев, Ивайло Вълчев
- Защитници: Венцислав Христов, Борис Трендафилов, Стефан Целов, Онник Харибян, Димо Андонов, Бойко Косев, Станислав Байчев
- Халфове: Иван Найденов, Живко Бояджиев, Пламен Павлов, Ивайло Терзиев, Красимир Тодоров, Мирослав Марчев, Георги Господинов
- Нападатели: Тодор Радомиров, Николай Ненков, Цветан Миланов, Венко Иванов

## Трансфери
Няколко месеца, след спечелването на Купата на Аматьорската футболна лига, Феърплей осъществява първите си значими трансфери. Клубът продава на Славия (София) футболистите Живко Бояджиев и Иван Найденов. Двамата впоследствие играят дълго време и в Спартак (Варна). Няколко сезона при „соколите“ се подвизава и нападателят Тодор Радомиров, който също е продукт на първия частен футболен клуб в България. През 2006 г. Радомиров е отличен с наградата за „феърплей“ на церемонията „Футболист на България“. Кадри на Феърплей са също защитникът Венцислав Маринов (играл за Спартак (Вн) и Калиакра), вратарят Христо Николов-Бучи (носил доста време екипа на Добруджа).
Във Феърплей израстват също Бойко Косев, Цветан Миланов и Борис Трендафилов – трима от най-добрите играчи по футзал в България и национали на страната ни в този спорт.
Ивайло Терзиев е 2 пъти вицешампион на България по плажен футбол през 2007 и 2009, Цветан Миланов и Бойко Косев също два пъти през 2009 и 2010, а Димо Андонов веднъж – през 2007 г., всичките с отбора на Тича Хьорман, прекръстен по-късно на Одесос (Варна).

## Известни футболисти
- Живко Бояджиев
- Тодор Каменов
- Борис Трендафилов
- Тодор Радомиров
- Цветан Миланов
- Явор Асенов
- Марин Байчев
- Благовест Марев
- Георги Парушев
- Цветан Христов
- Георги Василев
- Христо Николов-Бучи
- Тодор Нейков
- Калоян Керанов
- Виктор Викторов
- Димитър Марчев
- Бойко Косев
- Веселин Кирчев
- Николай Ненков
- Димитър Маринов
- Александър Йолов
- Стефан Целов
- Венцислав Маринов
- Пламен Милков
- Димитър Дамянов
- Велизар Алексиев
- Аладин Асенов
- Йордан Денев
- Димитър Ненков
- Бойчо Марев
- Кирил Котев
- Ивайло Терзиев
- Асен Тодоров